# Maebashi

Escut

Maebashi, en japonès:前橋市 Maebashi-shi, és una ciutat del Japó i la capital de la prefectura de Gunma. Ocupa una superfície de 241,22 km² i té 325.813 habitants (2003).
Aquesta ciutat va ser fundada l'1 d'abril de 1890. El 5 de desembre de 2004 l'antic poble d'Ogo i les viles de Kasukawa i Miyagi s'uniren a aquesta ciutat.
Maebashi va ser la seu del Campionat del Món d'atletisme en pista coberta de 1999.

## Ciutats agermanades
- Hagi, Prefectura de Yamaguchi, Japó
- Orvieto, Itàlia
- Olathe, Kansas, EUA